# Discografie van Thomas Acda
Hieronder volgt de discografie van het Nederlandse zanger Thomas Acda, met name zijn albums, zijn nummers met een notering in een hitlijst en zijn Top 2000-noteringen. Voor de muziek die hij heeft uitgebracht als onderdeel van het muziekduo Acda en De Munnik, zie hier en als onderdeel van de supergroep De Poema's, zie hier. 

## Albums
| Album       | Verschijnen | Label | Hitlijsten | Hitlijsten |
| Album       | Verschijnen | Label | NL         | NL         |
| Album       | Verschijnen | Label | Piek       | Weken      |
| ----------- | ----------- | ----- | ---------- | ---------- |
| De marathon | maart 2017  | Tribe | 20         | 1          |

## Singles
| Lied                                                    | Verschijnen      | Album                               | Hitlijsten | Hitlijsten | Hitlijsten  | Hitlijsten  | Hitlijsten   | Hitlijsten   | Opmerkingen                                      |
| Lied                                                    | Verschijnen      | Album                               | BE (VL)    | BE (VL)    | NL (Top 40) | NL (Top 40) | NL (Top 100) | NL (Top 100) | Opmerkingen                                      |
| Lied                                                    | Verschijnen      | Album                               | Piek       | Weken      | Piek        | Weken       | Piek         | Weken        | Opmerkingen                                      |
| ------------------------------------------------------- | ---------------- | ----------------------------------- | ---------- | ---------- | ----------- | ----------- | ------------ | ------------ | ------------------------------------------------ |
| Sterker nu dan ooit (met Nick Schilder)                 | 2 september 2011 | 't Heerst (Acda en De Munnik)       | —          | —          | 7           | 11          | 1 (2 wk)     | 15           |                                                  |
| Ik ben mij bij jou (met Jelka van Houten)               | 3 maart 2017     | De marathon                         | tip        | —          | —           | —           | —            | —            |                                                  |
| Papa heeft weer wat gelezen (met Snelle)                | 6 november 2020  | Lars (Snelle) / Sebastiaan (Snelle) | tip        | —          | 39          | 2           | 53           | 2            |                                                  |
| Als ik je weer zie (met Paul de Munnik, Maan & Typhoon) | 15 januari 2021  | —                                   | tip9       | —          | 6           | 16          | 5            | 33           | NPO Radio 2 TopSong / Dubbelplatina in Nederland |
| Missen zou (met Rolf Sanchez & Kraantje Pappie)         | 25 maart 2022    | —                                   | —          | —          | 27          | 7           | 67           | 9            | Alarmschijf / NPO Radio 2 TopSong                |

## NPO Radio 2 Top 2000
| Nummers met noteringen in de NPO Radio 2 Top 2000       | '12  | '13-'21 | '22 | '23  | '24  |
| ------------------------------------------------------- | ---- | ------- | --- | ---- | ---- |
| Als ik je weer zie (met Paul de Munnik, Maan & Typhoon) | ×    | -       | 763 | 649  | 1412 |
| Missen zou (met Rolf Sanchez & Kraantje Pappie)         | ×    | ×       | -   | 1979 | -    |
| Sterker nu dan ooit (met Nick Schilder)                 | 1547 | -       | -   | -    | -    |

1. ↑  Een '-' betekent dat het nummer niet was genoteerd, een '×' betekent dat het nummer nog niet was uitgebracht en een vetgedrukt getal geeft de hoogste notering van een nummer aan.
2. ↑  2012 was het eerste jaar met een notering voor Thomas Acda.